# Sadîc
Sadîc è un comune della Moldavia situato nel distretto di Cantemir di 2.364 abitanti al censimento del 2004.

## Località
Il comune è formato dall'insieme delle seguenti località: (popolazione 2004)
- Sadîc (2.137 abitanti)
- Taraclia (227 abitanti)